# Pepe Julian Onziema
Pepe Julian Onziema és un activista LGBT d'Uganda. En 2012 fou nomenat Global Citizen pel Clinton Global Initiative pel seu treball a favor dels drets humans. Va començar el seu activisme en els drets humans en 2003, raó per la qual ha estat arrestat dos cops. Des d'aleshores ha participat en l'organització de les celebracions de l'orgull gai a Uganda.
El 2013, va ser seleccionat per al David Kato Vision and Voice Award, un guardó en honor del seu amic i col·lega assassinat, i advocat oficial de les Sexual Minorities Uganda, David Kato.
En 2014 fou entrevistat per John Oliver de la sèrie de televisió estatunidenca Last Week Tonight sobre la situació dels drets del col·lectiu LGBT a Uganda. L'organització benèfica Stonewall va escollir Onziema com a heroi de l'any 2014. En 2015 fou guardonat amb el Premi GLAAD Media

## Vida personal
Onziema inicialment s'identificava com a lesbiana, i ara viu com a transsexual. Viu a Kampala.